# Смалец

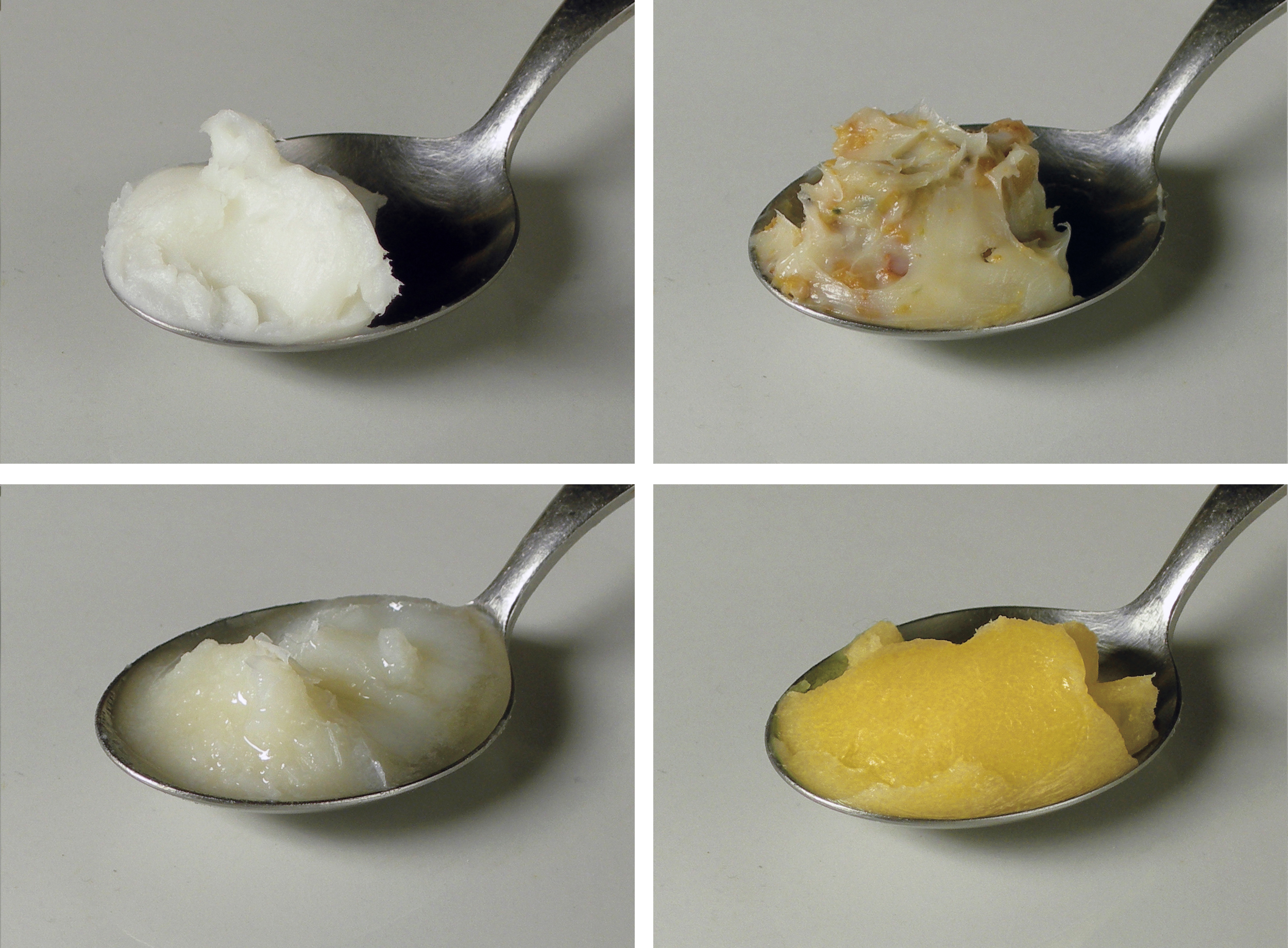
(слева направо, сверху вниз)
Чистый свиной смалец, смалец со шкварками, гусиный смалец, топлёное сливочное масло

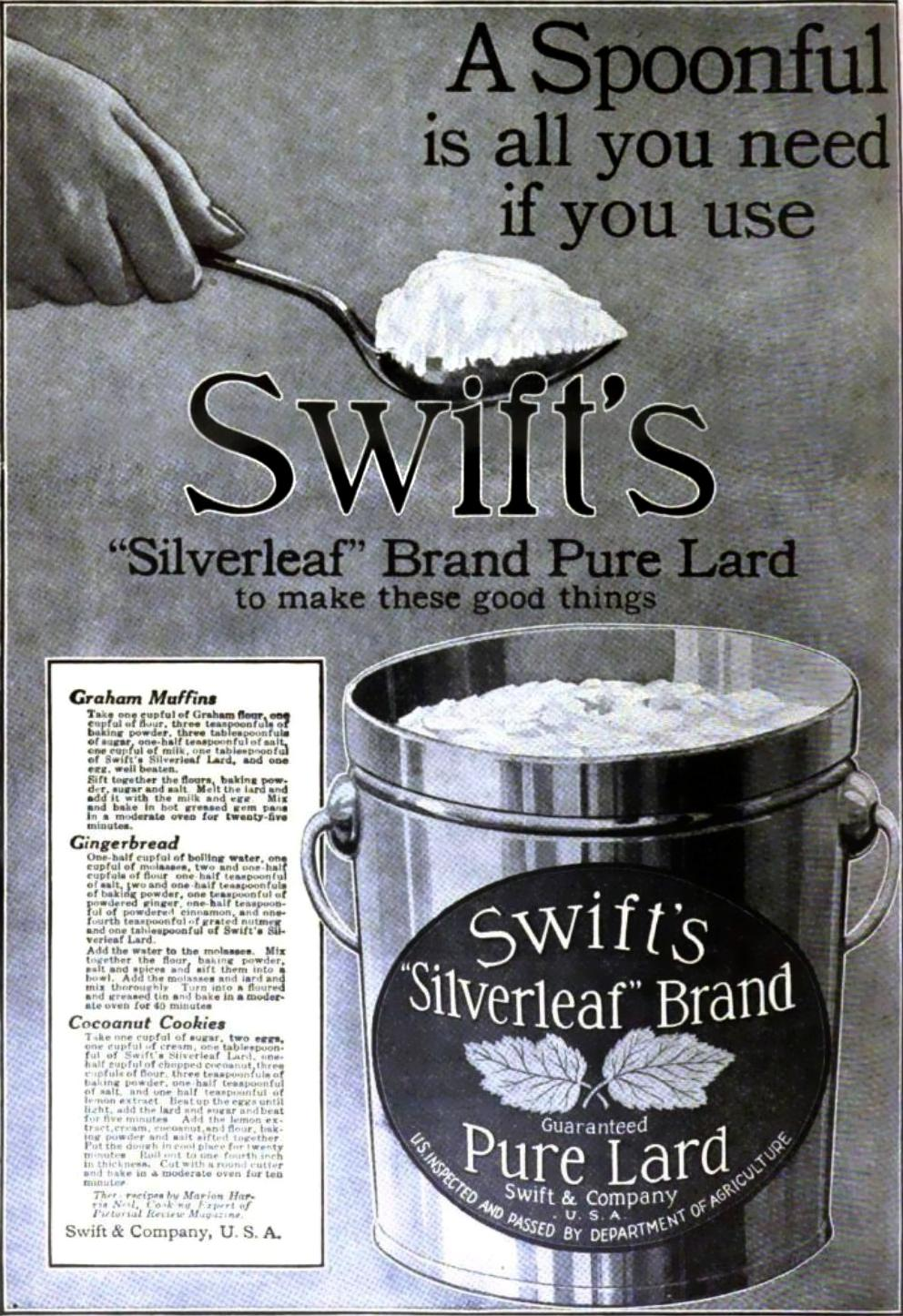
1916 год — реклама лярда, производившегося Swift & Company

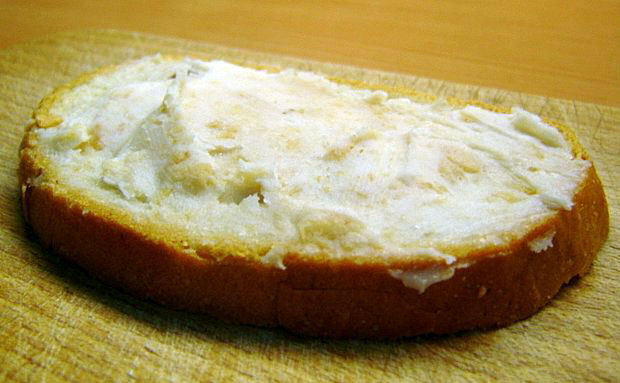
Кусок хлеба, намазанный смальцем, был типичным продуктом традиционной сельской кухни многих стран

Сма́лец (через пол. smalec из ср.-в.-нем. smalz (совр. нем. Schmalz)) или лярд (лат. lardum) — жир, вытопленный из сала. Часто для изготовления смальца используется нутряной жир как самый малопригодный для других целей.

## Кулинария
В кулинарии под смальцем понимается традиционный продукт деревенской кухни многих народов — жир, вытапливаемый из свиного сала, подкожного и нутряного (кишечного) жира, жировых обрезков. При этом часто нутряной жир перерабатывают отдельно из-за присущего ему специфического запаха. Перед вытапливанием смальца сырьё необходимо очистить от загрязнений, крови, остатков мяса. Для этого сырьё замачивают в подсоленной воде на двенадцать и более часов, несколько раз меняя воду. После замачивания производят плавление нарезанного небольшими кусочками сырья с извлечением получающихся шкварок на медленном огне до полного выпаривания воды. Затем ставший прозрачным жир разливают через марлю в стеклянные банки или керамические горшочки и плотно закрывают.
Смалец используют при приготовлении различных блюд, он может использоваться для жарки, а также в качестве закуски, намазанный на хлеб. В последнем случае в смалец часто добавляют чёрный перец, тёртый чеснок, кориандр, лавровый лист, соль или другие пряности.

## Виды смальца
- Свиной смалец бело-перламутрового цвета, температура топления 26-40 °C.
- Свиной смалец, изготовленный из жира брюшины и надпочечного сала свиньи, обладает особо изысканным вкусом.
- Смалец со шкварками, обычный смалец из сала, но с добавлением остатков жареного сала, часто для вкуса добавляются специи, в частности, лук, тимьян и майоран.
- Гусиный смалец, наиболее полезный и деликатесный продукт. Изготавливается из нутряного жира гусей, имеет несколько желтоватый оттенок. Гусиный смалец содержит большое количество ненасыщенных кислот, в пределах 58 % и 10 % полиненасыщенных кислот.

## Использование в быту
В быту смалец используют для смазки ножовочных полотен для металла при распиловке, метчиков и плашек при нарезании резьбы для меньшего износа инструмента и лёгкости обработки. Часть смальца, не застывающая при комнатной температуре, может послужить хорошей смазкой для трущихся частей простых механизмов: например, для дверных петель.